# Атанарих
Атанарих (Athanarich; на латински: Atanaricus; † 21 януари 381, Константинопол) е син на Аорик и брат на Рокест, който е баща на Аларих I. В периода (365 – 381), той е вожд на тервингите. Особено известен е с участието си във войната на тервингите с Валенс, император на Източната Римска империя, и с гоненията над християните, които предприема. Атанарих е първият готски владетел, за когото са известни много исторически детайли.

## Управление
Тервингите, както са наречени по това време вестготите, населяват от края на 3 век Дакия, извън римските територии. От 365 г. конфликтите между тервинги и римляни се изострят.
През 365 г., когато Валенс е на военен поход, в Константинопол тронът е узурпиран от Прокопий. Според съществуващ между Рим и готитие договор, той изисква от тях подкрепления, но когато войниците пристигат в Константинопол  през 366 г., Прокопий вече е мъртъв. Готите отказват подкрепа на новия узурпатор Марцел и се оттеглят. На връщане са спрени в Тракия от римски войски. Валенс, вече обратно в Константинопол, премахва Марцел, и взема готската подкрепа като повод за война с тях. Научавайки това, готското племенно събрание избира Атанарих, за когото се предполага, че е от рода на Балтите, за съдия-крал (kindins), временен управник, натоварен със защитата от външни нашествия, който е длъжен да обитава племенното пространство. Войната започва през 367 г. През пролетта римските войски преминават през река Дунав в Дакия. Атханарих успява да избегне директен сблъсък с тях. Римляните опустошават страната и в края на годината се оттеглят. След катастрофалното наводнение през 368 г. продължението на войната е невъзможно, но и снабдяването на готите се влошава драматично. Римляните преминават отново Дунав през 369 г., но Атханарих отново избягва сраженията. Вместо това прави на римляните предложение за мир, което те приемат. Новият договор е почти толкова изгоден за готите, колкото и дотогавашния от 332 г.
Между 372 и 376 г., в резултат на систематично преследване на силното християнско малцинство на готите-ариани, се стига до близки до гражданска война стълкновения, в които Атанарих отначало побеждава. Противниците му се обединяват около Фритигерн, който приема арианството и така печели подкрепата на император Валенс.
От 376 г. Атанарих предприема защитни действия против хуните и вероятно строи стена, срещу нахлуванията им, които въпреки съпротивата му стават все по-силни и успешни. Атанарих постепенно губи влиянието си и големи части от тервингите отиват при Фритигерн, под чието водачество готите се заселват на имперска територия като федерати. Атанарих и неговите привърженици отиват в Caucaland (Трансилвания). За следващите четири години няма никакви съобщения за него, докато през 380 г. Атанарих по неясни причини е изгонен и пристига на 11 януари 381 г. в Константинопол. Атанарих е приет с честване от новия император Теодосий I. На 21 януари 381 г. Атанарих умира изненадващо. Получава блестящо погребение.
Междувременно през 377 г., в резултат на проблеми със снабдяването на готските колонисти и злоупотреби на римски власти, има възникват бунтове и военни конфликти, сред тях. Те преминават накрая в битката при Адрианопол през 378 г., в която римляните са победени и Валенс загива. През 382 г. готите получават нов федератен договор.